# Joaquín V. González
Joaquín V. González är en kommunhuvudort i Argentina.   Den ligger i provinsen Salta, i den norra delen av landet, 1 200 km nordväst om huvudstaden Buenos Aires. Joaquín V. González ligger 400 meter över havet och antalet invånare är 19 185.
Terrängen runt Joaquín V. González är platt. Joaquín V. González är det största samhället i trakten.
I omgivningarna runt Joaquín V. González växer i huvudsak lövfällande lövskog. Runt Joaquín V. González är det mycket glesbefolkat, med 7 invånare per kvadratkilometer.